# Thức uống không cồn

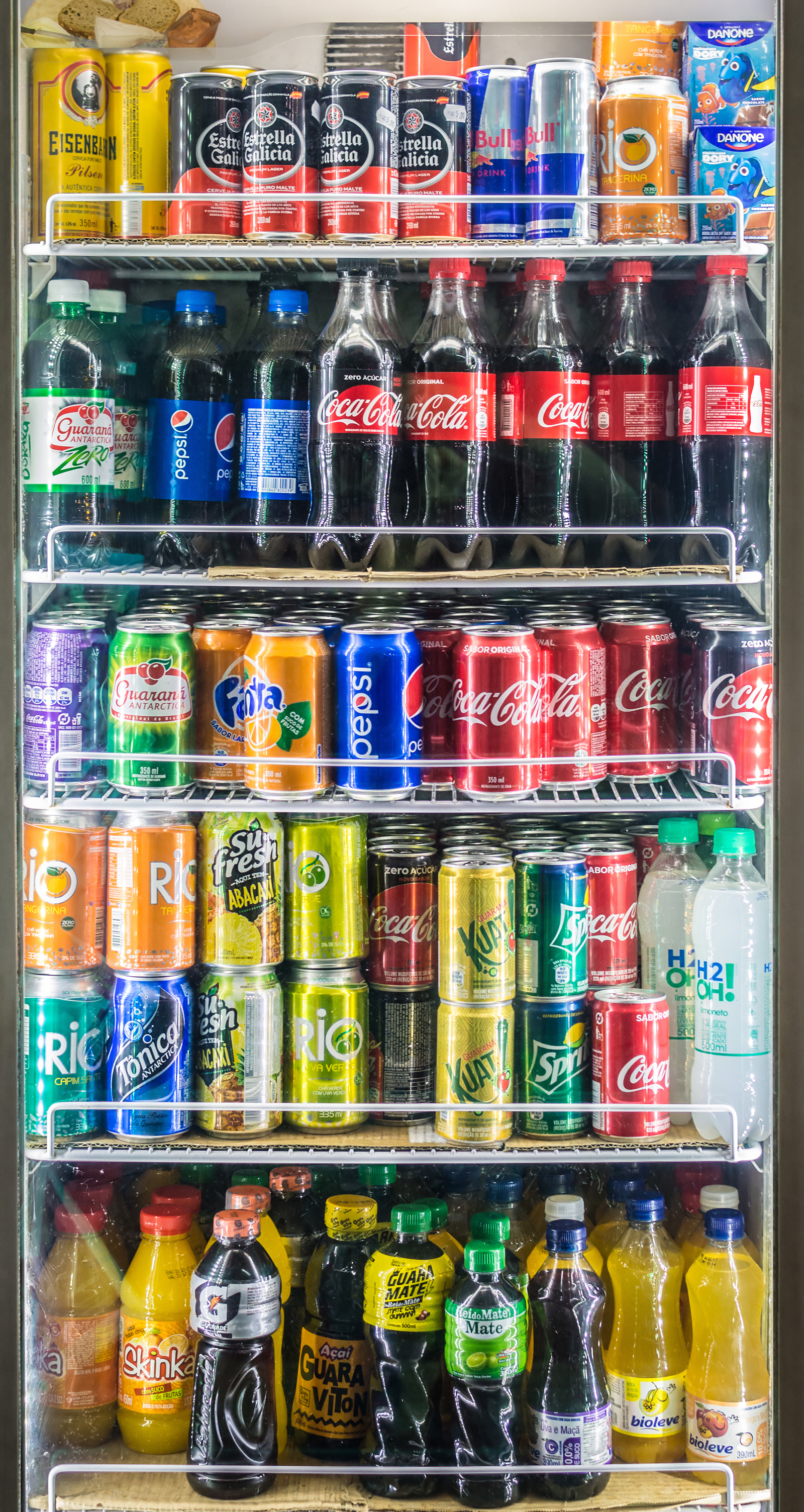
Kệ với nước ngọt

Thức uống không cồn là loại thức uống không chứa rượu (alcohol). Loại thức uống này thường được sử dụng để giải khát.

## Các loại thức uống không cồn
- Nước uống
- Nước khoáng (nước suối)
- Sữa
- Trà
- Cà phê, Sô-cô-la nóng, ca cao
- Các loại nước ép (nước sinh tố) bao gồm tất cả những chất lỏng có được từ các loại củ quả, trái cây. Có rất nhiều loại của nước ép ví dụ như nước vắt (cam vắt, chanh vắt...), các loại trái cây nhiệt đới (nước dứa, dưa hấu, xoài...), rau củ quả ép (cà chua, cà rốt...).
- Nước ngọt
- Cola một loại nước ngọt uống thường có caffeine. Tên đến từ kola, hạt được sử dụng bởi nhà sản xuất đồ uống như một nguồn caffeine.
- Nước tăng lực

## Thành phần các loại của nước ép
Các loại thức uống này thường có kết hợp nhiều thứ hỗn hợp khác hơn là chỉ có mỗi trái cây và rau củ quả ép. Những thành phần này gồm có thể là nước, đường, dextrose, glucose, axít abosorbic, nạc của trái cây, v.v..

## Pha chế
Nước ép có nhiều loại như nước vắt, nước đóng hộp (bột hay lỏng). Có hai loại phương pháp chính để pha chế:
- Cách 1 là pha trộn, cách pha chế này dùng cho loại nước ép đóng hộp hay nhiều loại thành phần (đóng hộp, bột và mật) với nước.
- Cách thứ 2 là postmix. Cách làm này sử dụng máy để nghiền xay các loại (bột, đóng hộp) với 1 lượng nhất định của nước.

Chất lượng của nước ép phụ thuộc vào nhiệt độ, hương vị và vệ sinh.